# Pan T.
Pan T. – polski komediodramat filmowy z 2019 w reżyserii Marcina Krzyształowicza, na podstawie scenariusza napisanego wraz z Andrzejem Gołdą. 

## Fabuła
Pan T. jest osadzony w realiach epoki stalinowskiej, a jego oś fabularną stanowi przepełniona marazmem egzystencja tytułowego pisarza (Paweł Wilczak), wzorowanego na Leopoldzie Tyrmandzie. Sąsiadem protagonisty zostaje aspirujący dziennikarz (Sebastian Stankiewicz) – jednocześnie agent bezpieki – który ma zebrać dowody na wywrotową działalność Pana T., ale z czasem fascynuje się jego twórczością i przechodzi wewnętrzną przemianę.

## Odbiór
Pan T. podzielił krytyków; o ile z uznaniem spotkały się absurdalny humor filmu oraz brawurowy powrót Wilczaka do polskiej kinematografii, krytyce podlegały ślamazarny tok narracji oraz chaotycznie dawkowane zabiegi intertekstualne. W enigmatycznej postaci tytułowej odnajdywano buntownika przeciwko opresyjnemu systemowi, a nawet współczesnego hipstera. 
Pan T. został uhonorowany Nagrodą Główną „Złota Żaba” na festiwalu Camerimage, a drugoplanowa rola Stankiewicza dosłużyła się nagrody na Festiwalu Polskich Filmów Fabularnych. Film otrzymał również dwie Polskie Nagrody Filmowe za scenografię (Beata Karaś, Magdalena Dipont, Robert Czesak) i kostiumy (Magdalena Biedrzycka).
Spadkobierca Leopolda Tyrmanda oskarżył twórców filmu o bezprawne wykorzystanie wątków z książki Dziennik 1954.